# Scopula subquadrata
Scopula subquadrata là một loài bướm đêm trong họ Geometridae.